# Phryganea flavilatera
Phryganea flavilatera là một loài côn trùng trong họ Phryganeidae thuộc bộ Trichoptera. Loài này được Linnaeus miêu tả năm 1758.